# گوم (آسیب‌شناسی)
گوم (به انگلیسی: Gumma) گره‌های غده مانند متورم و نرمی هستند که در اندازه‌های متفاوتی ظاهر می شوند و در مرحله سوم بیماری سیفلیس به وجود می‌آیند. گومها بیشتر در کبد دیده می‌شوند اما می‌توانند بر پوست، استخوان، شُش‌ها، قلب و مغر نیز ظاهر و به اختلال‌های عصبی یا بیماری‌های قلبی منجر شوند.